# George Holloway
Pour les articles homonymes, voir Holloway.
George Edward Holloway III dit Bud Holloway (né le 1er mars 1988 à Wapella, dans la province de la Saskatchewan au Canada) est un joueur professionnel canadien de hockey sur glace. Il évolue au poste d'attaquant.

## Biographie
En 2003, il débute avec les Thunderbirds de Seattle dans la Ligue de hockey de l'Ouest. Il est choisi au troisième tour, en 86e position par les Kings de Los Angeles lors du repêchage d'entrée dans la LNH 2006. Il participe avec l'équipe LHOu au Défi ADT Canada-Russie en 2007. 
En 2008, il passe professionnel avec les Monarchs de Manchester, club-école des Kings dans la Ligue américaine de hockey. Il signe au Skellefteå AIK dans l'Elitserien en 2011. L'équipe remporte le Trophée Le Mat 2013.
Il joue la saison 2014-2015 en Suisse avec le CP Berne dans la Ligue nationale A avant de revenir en Amérique du Nord après avoir accepté un contrat avec les Canadiens de Montréal. Il joue presque toute la saison 2015-2016 avec le club-école de l'équipe dans la LAH, les IceCaps de Saint-Jean, mais parvient à jouer son premier match dans la Ligue nationale de hockey le 27 novembre 2015 contre les Devils du New Jersey.
En mai 2016, il signe avec le HK CSKA Moscou dans la Ligue continentale de hockey. Après 12 parties, il est libéré de son contrat après un accord avec la direction de l'équipe. Il retourne avec le Skellefteå AIK début décembre.

## Trophées et honneurs personnels

### Elitserien
- 2013 : remporte le Guldhjälmen.

## Statistiques
| Saison    | Équipe                  | Ligue      |    | Saison régulière | Saison régulière | Saison régulière | Saison régulière | Saison régulière |    | Séries éliminatoires | Séries éliminatoires | Séries éliminatoires | Séries éliminatoires | Séries éliminatoires |
| Saison    | Équipe                  | Ligue      | PJ | B                | A                | Pts              | Pun              | PJ               | B  | A                    | Pts                  | Pun                  |                      |                      |
| 2003-2004 | Thunderbirds de Seattle | LHOu       | 2  | 0                | 0                | 0                | 0                | -                | -  | -                    | -                    | -                    |                      |                      |
| 2004-2005 | Thunderbirds de Seattle | LHOu       | 67 | 4                | 11               | 15               | 27               | 12               | 0  | 1                    | 1                    | 0                    |                      |                      |
| 2005-2006 | Thunderbirds de Seattle | LHOu       | 72 | 21               | 13               | 34               | 18               | 7                | 3  | 2                    | 5                    | 4                    |                      |                      |
| 2006-2007 | Thunderbirds de Seattle | LHOu       | 71 | 27               | 38               | 65               | 50               | 11               | 3  | 3                    | 6                    | 8                    |                      |                      |
| 2007-2008 | Thunderbirds de Seattle | LHOu       | 70 | 43               | 40               | 83               | 55               | 12               | 5  | 5                    | 10                   | 4                    |                      |                      |
| 2008-2009 | Monarchs de Manchester  | LAH        | 38 | 7                | 5                | 12               | 6                | -                | -  | -                    | -                    | -                    |                      |                      |
| 2008-2009 | Reign d'Ontario         | ECHL       | 23 | 14               | 8                | 22               | 8                | 7                | 5  | 9                    | 14                   | 8                    |                      |                      |
| 2009-2010 | Monarchs de Manchester  | LAH        | 75 | 19               | 28               | 47               | 26               | 16               | 7  | 7                    | 14                   | 9                    |                      |                      |
| 2010-2011 | Monarchs de Manchester  | LAH        | 78 | 28               | 33               | 61               | 58               | 7                | 4  | 7                    | 11                   | 10                   |                      |                      |
| 2011-2012 | Skellefteå AIK          | Elitserien | 55 | 21               | 28               | 49               | 32               | 19               | 10 | 13                   | 23                   | 4                    |                      |                      |
| 2012-2013 | Skellefteå AIK          | Elitserien | 55 | 20               | 51               | 71               | 36               | 13               | 4  | 5                    | 9                    | 18                   |                      |                      |
| 2013-2014 | Skellefteå AIK          | SHL        | 53 | 10               | 23               | 33               | 26               | 11               | 3  | 5                    | 8                    | 6                    |                      |                      |
| 2014-2015 | CP Berne                | NLA        | 42 | 13               | 24               | 37               | 24               | 11               | 4  | 4                    | 8                    | 4                    |                      |                      |
| 2015-2016 | IceCaps de Saint-Jean   | LAH        | 70 | 19               | 42               | 61               | 14               | -                | -  | -                    | -                    | -                    |                      |                      |
| 2015-2016 | Canadiens de Montréal   | LNH        | 1  | 0                | 0                | 0                | 0                | -                | -  | -                    | -                    | -                    |                      |                      |
| 2016-2017 | HK CSKA Moscou          | KHL        | 12 | 3                | 6                | 9                | 6                | -                | -  | -                    | -                    | -                    |                      |                      |
| 2016-2017 | Skellefteå AIK          | SHL        | 26 | 11               | 11               | 22               | 0                | 7                | 1  | 2                    | 3                    | 4                    |                      |                      |
| 2017-2018 | Skellefteå AIK          | SHL        | 39 | 8                | 14               | 22               | 8                | 14               | 2  | 2                    | 4                    | 8                    |                      |                      |
| 2018-2019 | Skellefteå AIK          | SHL        | 52 | 11               | 15               | 26               | 10               | 6                | 2  | 0                    | 2                    | 0                    |                      |                      |
| 2019-2020 | EC Red Bull Salzbourg   | EBEL       | 46 | 12               | 16               | 28               | 22               | 3                | 3  | 1                    | 4                    | 0                    |                      |                      |